# En este mundo traidor
En este mundo traidor (título original: It's a Wonderful World) es una película estadounidense de 1939 dirigida por W. S. Van Dyke y protagonizada por Claudette Colbert, James Stewart y Guy Kibbee. 

## Argumento
Guy Johnson es un detective privado. Un día es envuelto en una complicada trama cuando su cliente, Willie Heywood, es acusado de asesinato y él decide ocultarlo para poder atrapar al verdadero asesino. Eso causa a que ambos sean condenados, cuando la policía los atrapa más tarde.
Guy es condenado al respecto a un año de cárcel y Willie a pena de muerte. Sin embargo Guy logra escapar cuando le van a trasladar a la cárcel y se embarca entonces a una búsqueda sin descanso para descubrir la verdad y limpiar su nombre y el de su cliente.

## Reparto
| Actor             | Personaje               |
| ----------------- | ----------------------- |
| Claudette Colbert | Edwina Corday           |
| James Stewart     | Guy Johnson             |
| Guy Kibbee        | Fred 'Cap' Streeter     |
| Nat Pendleton     | Sergeant Fred Koretz    |
| Frances Drake     | Vivian Tarbel           |
| Edgar Kennedy     | Teniente policía Miller |
| Ernest Truex      | Willie Heyward          |
| Richard Carle     | Mayor I.E. Willoughby   |
| Cecilia Callejo   | Dolores Gonzales        |
| Sidney Blackmer   | Al Mallon               |
| Andy Clyde        | Gimpy                   |

## Producción
Al principio hubo planes para que Myrna Loy interpretase a Edwina Corday, pero ella no pudo, a causa de anteriores obligaciones. Luego se consideró a Frances Drake para ese papel. Finalmente el papel lo recibió Claudette Colbert, que por primera vez interpretó de esta manera un papel en una película de Metro-Goldwyn-Mayer.
Los exteriores de la película se filmaron en San Diego en el estado estadounidense de California. En cuanto a los interiores, se filmaron en los estudios de Metro Goldwyn Mayer. El rodaje empezó el 22 de febrero de 1939, mientras que las escenas adicionales y la retoma se empezaron a rodarse a partir del 30 de marzo de 1939. Una vez hecho, se estrenó el filme el 19 de mayo de 1939.

## Recepción
Hoy en día la película ha sido valorada en portales cinematográficos. En IMDb, por ejemplo, con aproximadamente 3500 votos registrados, el filme obtiene una media ponderada de 6,8 sobre 10. En cuanto a Rotten Tomatoes, los más de 500 votos registrados allí le dieron una valoración media de 3,9 de 5. También cabe destacar, que en La Vanguardia el 64 % de los usuarios registrados en ese periódico le dan una valoración positiva.